# Aleurochiton pseudoplatani
Aleurochiton pseudoplatani is een halfvleugelig insect uit de familie witte vliegen (Aleyrodidae), onderfamilie Aleyrodinae.
De wetenschappelijke naam van deze soort is voor het eerst geldig gepubliceerd door Visnya in 1936.